# Paranitocris
Paranitocris är ett släkte av skalbaggar. Paranitocris ingår i familjen långhorningar.
Kladogram enligt Catalogue of Life:
| Paranitocris | \| \| Paranitocris cyanipennis \| \| \| \| \| \| Paranitocris luci \| \| \| \| |
|              | \| \| Paranitocris cyanipennis \| \| \| \| \| \| Paranitocris luci \| \| \| \| |
|              | Paranitocris cyanipennis                                                       |
|              |                                                                                |
|              | Paranitocris luci                                                              |
|              |                                                                                |